# Up2
Up2 var en galleria i centrala Umeå. I gallerian fanns bland andra Scorett, Monki och Apoteket. Totalt inhyste lokalen 14 butiker. Under sommaren 2009 etablerade sig Only, Tiger, och Monki i gallerian. Under 2008 slogs två butiksytor ihop och klädbutiken The Store blev nästan dubbelt så stor. I slutet av 2010 bytte samma butik namn till Nollnitti.
I början av april 2012 köpte Scherdins Fastigheter upp gallerian från Norrporten för cirka 210 miljoner kronor.
Den första februari 2017 köpte Balticgruppen 50 procent av fastigheten av Scherdin Holding och har numera sitt kontor i lokalen.